# Û
Û, û (u-mũ) là một chữ cái trong hệ thống chữ Latinh.

## Ánh xạ ký tự
| Kí tự                        | Û                                      | Û                                      | û                                    | û                                    |
| ---------------------------- | -------------------------------------- | -------------------------------------- | ------------------------------------ | ------------------------------------ |
| Tên Unicode                  | LATIN CAPITAL LETTER U WITH CIRCUMFLEX | LATIN CAPITAL LETTER U WITH CIRCUMFLEX | LATIN SMALL LETTER U WITH CIRCUMFLEX | LATIN SMALL LETTER U WITH CIRCUMFLEX |
| Mã hóa ký tự                 | decimal                                | hex                                    | decimal                              | hex                                  |
| Unicode                      | 219                                    | U+00DB                                 | 251                                  | U+00FB                               |
| UTF-8                        | 195 155                                | C3 9B                                  | 195 187                              | C3 BB                                |
| Tham chiếu ký tự số          | &#219;                                 | &#xDB;                                 | &#251;                               | &#xFB;                               |
| Named character reference    | &Ucirc;                                | &Ucirc;                                | &ucirc;                              | &ucirc;                              |
| EBCDIC family                | 251                                    | FB                                     | 219                                  | DB                                   |
| ISO 8859-1/3/4/9/10/14/15/16 | 219                                    | DB                                     | 251                                  | FB                                   |